# Hans Henrik Dithmer
Hans Henrik Dithmer (18. marts 1780 i Satrup – 4. september 1848 i Gråsten) var en dansk teglværksejer.
Han var født i Satrup, hvor hans fader, der døde 13. maj 1804 som provst i Broager, dengang var præst; moderen var Catharina f. Witzke. Efter at have nydt en god opdragelse blev han besidder af teglværket Rennberg i Egernsund ved Flensborg Fjord, og her stræbte han at hæve den i de trange tider stærkt sunkne teglværksindustri. 1824 foretog han med statsunderstøttelse en rejse til Holland og bragte gode resultater hjem. Hans teglværk gik på en dygtig måde i spidsen og ophjalp synlig teglværksindustrien i det daværende danske monarki, således som det udtaltes ved dets dygtige deltagelse i industriudstillingerne 1834, 1836, 1840 og 1844 i København. Dithmer indførte maskiner til at presse mursten og tagsten og fik (1842 og 1847) eneret til deres fremstilling. I februar 1848 afstod han sin virksomhed til en søn og døde 4. september samme år i Gråsten efter et kort sygeleje, til det sidste en trofast dansk mand. 1835 var han blevet udnævnt til agent.
23. april 1802 havde han ægtet Dorthea Sophie Boisen (3. marts 1780 – 4. september 1850), datter af Lorenz Boisen,
forpagter af Kværs Ladegård i Sundeved.